# Caja de Burgos
Caja de Burgos era una caixa d'estalvis castellana amb seu a Burgos. Caja de Burgos es va fusionar mitjançant un Sistema de Protecció Institucional amb CajaCanarias, Caja Navarra i Cajasol creant Banca Cívica, el 2012 Banca Cívica va ser absorbida per CaixaBank i actualment aquesta antiga caixa d'estalvis és una fundació de caràcter especial accionista minoritària de l'entitat bancària liderada per «La Caixa».